# Garrett Wilson
Garrett Wilson (nacido el 22 de julio de 2000) es un wide receiver de fútbol americano de los New York Jets de la National Football League (NFL). Jugó fútbol americano universitario en Ohio State y fue elegido con la 10.ª selección global del Draft de la NFL de 2022 por los New York Jets. Wilson fue nombrado Novato Ofensivo del Año de la NFL .

## Primeros años de vida
Wilson nació el 22 de julio de 2000 en Columbus, Ohio y creció en Chicago, Illinois. Se mudó de Dublin, Ohio, a Texas a los 11 años. Asistió a la escuela secundaria Lake Travis en Austin, Texas, y ganó un campeonato estatal 6A junto con Charlie Brewer en 2016. Wilson continuaría rompiendo múltiples récords de wide receiver de Lake Travis, incluidas recepciones totales de carrera (204), yardas totales (3.359) y touchdowns totales (55). Wilson jugó en el All-American Bowl de 2019. Fue calificado como prospecto de cinco estrellas y clasificado como el segundo mejor receptor y se comprometió a jugar fútbol americano universitario en la Universidad Estatal de Ohio .

## Carrera universitaria
Como un verdadero estudiante de primer año en Ohio State en 2019, Wilson jugó en los 14 partidos y tuvo 30 recepciones para 432 yardas y 5 touchdowns. A principios de 2020, fue cambiado de receptor externo a receptor de slot. El 21 de noviembre de 2020, Wilson se convirtió en el segundo jugador en la historia de la escuela en registrar cuatro partidos consecutivos con al menos 100 yardas de recepción. Wilson optó por no participar en la Rose Bowl de 2022 para concentrarse su preparación para el Draft de la NFL de 2022 .
| Temporada | Recepción   | Recepción | Recepción | Recepción | Recepción | Corriendo | Corriendo | Corriendo | Corriendo | Corriendo |
| Temporada | Recepciones | Yardas    | Promedio  | Lng       | TD        | Att       | yardas    | Promedio  | Lng       | TD        |
| --------- | ----------- | --------- | --------- | --------- | --------- | --------- | --------- | --------- | --------- | --------- |
| 2019      | 30          | 432       | 14.4      | 47        | 5         | 0         | 0         | 0.0       | 0         | 0         |
| 2020      | 43          | 723       | 16.8      | 65        | 6         | 2         | 67        | 33.3      | 62        | 0         |
| 2021      | 70          | 1,058     | 15.1      | 77        | 12        | 4         | 76        | 19.0      | 51        | 1         |
| Carrera   | 143         | 2,213     | 15.5      | 77        | 23        | 6         | 143       | 23.8      | 62        | 1         |

## Carrera profesional
Wilson fue seleccionado en la primera ronda con el décimo lugar en general por los New York Jets en el Draft de la NFL de 2022 . Los Jets utilizaron la selección que se obtuvo previamente en un canje de 2020 que envió a Jamal Adams a los Seattle Seahawks . Hizo su debut en la NFL en la semana 1 contra los Baltimore Ravens . En la semana 2, contra los Cleveland Browns, consiguió sus dos primeros touchdowns en la NFL como parte de una actuación de ocho recepciones y 102 yardas en la victoria por 31-30. En la semana 8, contra los New England Patriots, tuvo seis recepciones para 115 yardas de recepción en la derrota por 22-17. En la semana 12, contra los Chicago Bears, tuvo dos touchdowns de recepción en la victoria por 31-10. En la semana 13, contra los Minnesota Vikings, consiguió ocho recepciones para 162 yardas de recepción en la derrota por 27-22. Terminó su temporada de novato con 83 recepciones para 1,103 yardas por recepción y cuatro touchdowns por recepción. Estableció récords de franquicia para novatos en recepciones y yardas recibidas en una sola temporada. Fue incluido en el equipo All-Rookie de la PFWA.
El 9 de febrero de 2023, Wilson recibió el premio al Novato Ofensivo del Año de la NFL de Associated Press.

## Estadísticas de carrera de la NFL
| Año     | Equipo  | Partidos         | Partidos | Recepción   | Recepción | Recepción | Recepción | Recepción | Corriendo | Corriendo | Corriendo | Corriendo | Corriendo | Fumbles | Fumbles |
| Año     | Equipo  | Partidos jugados | GS       | Recepciones | Yardas    | Promedio  | Lng       | DT        | Att       | Yardas    | Promedio  | Lng       | TD        | Fumbles | Perdido |
| ------- | ------- | ---------------- | -------- | ----------- | --------- | --------- | --------- | --------- | --------- | --------- | --------- | --------- | --------- | ------- | ------- |
| 2022    | NYJ     | 17               | 12       | 83          | 1,103     | 13.3      | 60        | 4         | 4         | 4         | 1.0       | 7         | 0         | 2       | 1       |
| Carrera | Carrera | 17               | 12       | 83          | 1,103     | 13.3      | 60        | 4         | 4         | 4         | 1.0       | 7         | 0         | 2       | 1       |

## Personal
El padre de Wilson, Kenny Wilson, jugaba baloncesto en Davidson College . Wilson ha sido amigo tercer base de los New York Mets Brett Baty, desde la infancia.